# Koelreuteria elegans
Koelreuteria elegans är en kinesträdsväxtart som först beskrevs av Berthold Carl Seemann, och fick sitt nu gällande namn av Albert Charles Smith. Koelreuteria elegans ingår i släktet kinesträdsläktet, och familjen kinesträdsväxter. Arten är endemisk i Taiwan.

## Underarter
Arten delas in i följande underarter:
- K. e. elegans
- K. e. formosana